# Massimo Giordano
Massimo Giordano (Novara, 16 settembre 1969) è un politico italiano.

## Biografia
Laureato in giurisprudenza, esercita l'attività di avvocato.
È il nipote dell'ex deputato della Democrazia Cristiana Alessandro Giordano.

### Attività politica
Iscritto alla Lega Nord, dal 1996 al 1997 è stato assessore alla Casa e al Patrimonio del Comune di Novara. Il 13 maggio 2001 viene eletto sindaco di Novara al primo turno con il 50,7% dei voti. Viene riconfermato alla carica vincendo al primo turno le elezioni comunali del 4 e 5 giugno 2006 con il 61,0% dei suffragi.
Si candida al Consiglio regionale del Piemonte nelle Elezioni regionali 2010 per la Lega Nord, che appoggia il candidato alla presidenza Roberto Cota. A seguito della vittoria di quest'ultimo, viene eletto e il 26 maggio 2010 lascia la carica di sindaco di Novara al vice sindaco Silvana Moscatelli e assume l'incarico di Assessore allo Sviluppo Economico della Regione Piemonte.
Al termine del mandato, nel 2014, non si ricandida e si allontana dalla politica per alcuni anni.
Il 22 gennaio 2023 viene eletto segretario provinciale della Lega Salvini Premier di Novara.

### Controversie
Nota a livello nazionale la discussa ordinanza emessa nel 2008 durante il suo mandato che prevedeva il divieto di "stazionamento" per le strade della città in gruppi superiori a tre persone. La notizia riportata da Tgcom e Corriere.it fu: "Il sindaco della città, Massimo Giordano della Lega Nord, ha firmato un'ordinanza proposta dall'assessore Mauro Franzinelli secondo la quale in sei tra parchi e giardini cittadini è vietata la sosta di gruppi di persone di numero superiore a 2. Consentita, invece la deambulazione. Il divieto vale dalle 23 alle 6, pena una multa da 25 a 500 euro. Il divieto vale fino al 30 dicembre.".
È stato indagato dalla procura di Novara per corruzione nell'inchiesta sulla nascita del giornale NordOvest. Il 19 febbraio 2013 a seguito di perquisizioni della Polizia Stradale, coadiuvati dalla Guardia di Finanza, nella sua casa di Novara e negli uffici di Novara e Torino rassegna le dimissioni da assessore regionale. 
A novembre 2019 viene assolto con formula piena.
Coinvolto nella vicenda della rimborsopoli della Regione Piemonte, è stato assolto in primo grado il 7 ottobre 2016 perché il fatto non sussiste, condannato in Appello per peculato il 24 luglio 2018 alla pena di un anno e mezzo di reclusione e all'interdizione dai pubblici uffici per anni 5. Pena principale ed accessorie sospese. Il 18 novembre 2019 la Corte di Cassazione ha confermato la condanna con reinvio ad altra sezione della Corte d’appello per la rideterminazione della pena accessoria, che il 14 dicembre 2021 viene stabilita in misura pari alla pena detentiva.